# 院内 (千葉市)
院内（いんない）は、千葉県千葉市中央区にある町名。1丁目と2丁目からなる。郵便番号は260-0018。

## 地理
千葉市中央区の北部に位置しており、中央区祐光、道場北、道場南、本町、中央、栄町、要町と隣接する。

## 歴史

### 地名の由来
千葉神社に由来するものであり、古くは門前と言われていたが、後に院内となった。

### 沿革
- 1888年（明治21年） - 町村制改正に伴い院内区となる[2]。
- 1936年（昭和11年） - 町名改正によって大字千葉字院内、藤ノ木、北道場町の一部が院内町となる[3]。
- 1971年（昭和46年）3月1日 - 住居表示実施に伴い、院内町、通町、道場北町の一部が院内1～2丁目となる[4]。
- 1992年（平成4年）4月1日 - 千葉市が政令指定都市へ移行し、中央区の一部となる。

## 世帯数と人口
2021年（令和3年）3月末現在の世帯数と人口は以下の通りである。
| 町丁  | 世帯数  | 人口  |
| ----- | ------- | ----- |
| 1丁目 | 530世帯 | 670人 |
| 2丁目 | 477世帯 | 757人 |

## 小・中学校の学区
市立小・中学校に通う場合、学区は以下の通りとなる。
|      | 小学校             | 中学校             |
| ---- | ------------------ | ------------------ |
| 全域 | 千葉市立院内小学校 | 千葉市立椿森中学校 |

## 交通
- 国道51号
- 国道126号
- 千葉県道40号東千葉停車場線
- 妙見通り

## 施設
- 千葉神社